# Glacière de Villers-Cotterêts
La glacière est une glacière située à Villers-Cotterêts, en France.

## Localisation
La glacière est située sur la commune de Villers-Cotterêts, dans le département de l'Aisne.

## Historique
Le monument est inscrit au titre des monuments historiques en 2008.